# Есионов, Андрей Кимович
Андрей Кимович Есионов — живописец и график, мастер портрета и городского пейзажа. Академик Российской академии художеств (Отделение живописи, 2018), почётный академик Флорентийской академии изящных искусств и рисунка (Accademia delle Arti del Disegno), член Творческого Союза художников России (1995), Московского Объединения художников Международного художественного фонда, ВТОО «Союз художников России».

Художник работает в жанре портрета и исторической, философской картины, активно продвигает живопись акварелью. По определению критиков работает в стиле современной живописи на стыке академизма. Работы художника находятся в коллекциях известных музеев: Московском музее современного искусства (ММОМА, г. Москва), Государственном Русском музее (г. Санкт-Петербург), Государственном музее изобразительных искусств Республики Татарстан (г. Казань), Самарском художественном музее (г. Самара), Государственном музее искусств Узбекистана (г. Ташкент), музее Академии изящных искусств и рисунка (Accademia delle Arti del Disegno) (г. Флоренция), в музеях Ватикана, в музее Сан-Сальваторе ин Лауро (г. Рим), в музее-базилике Пантеон/Санта-Мария-ад-Мартирес (Рим) и других значимых музеях и галереях. 
В живописи Андрея Есионова запечатленные объекты реального мира превращаются в произведение искусства, что свидетельствует об уровне таланта, профессионального мастерства и технического исполнения. Он не клонирует натуру, а создает новую реальность без использования каких-либо оптических приборов, фото и киноаппаратуры, а лишь выразительными средствами самого искусства. Образная драматургия, поэтика творчества Андрея Есионова - это гармония реального и воображаемого, стимулирующая ассоциативность восприятия и творческую фантазию зрителя.Александр Рожин, искусствовед, академик РАХ, главный редактор журнала «Третьяковская галерея»

## Биография
Андрей Есионов родился 30 ноября 1963 года в городе Ташкенте. В 1981 году окончил Республиканскую специализированную музыкально-художественную школу-интернат по специальности художник-график. Получил академическое образование на отделении станковой живописи в Ташкентском государственном театрально-художественном институте им. А. Н. Островского. Член Союза Художников России, академик Российской академии художеств. Награжден золотой медалью Российской академией художеств, лауреат международных и национальных выставок.

## Участие в выставках
- Персональная выставка «Москва и москвичи» в залах Российской академии художеств. Москва, Пречистенка 21 (2013);
- Персональная выставка «Moscou et moscovites» в галерее Artspace Galleries-Art Galleries Europe, 78 avenue de Suffren, Париж (2013)[5];
- Персональная выставка в рамках проведения в России года культуры, подготовленная Министерством регионального развития в галерее Министерства. Москва, Красная Пресня 3 (2014);
- Персональная выставка «От А до Я в пространстве художника» в залах Галереи искусств Зураба Церетели. Москва, Пречистенка, 19 (2014);
- Персональная выставка «Отражения в цветной воде» в Московском музее современного искусства (ММОМА). Москва, Гоголевский бульвар, 10 (2016);
- Персональная выставка «Отражение» в Государственном Русском музее, в Строгановском дворце. Санкт-Петербург, Невский проспект, 17 (2016);[6]
- Персональная выставка «Искусство превращений» в Самарском художественном музее. Самара, ул. Куйбышева, 92 (июнь 2017 — июль 2017).
- Персональная выставка «Равновесие» в Государственном музее изобразительных искусств республики Татарстан. Казань, Казанский Кремль, Музейный комплекс «Хазинэ» (август 2017 — сентябрь 2017).
- Персональная выставка «Войти в реку дважды» в Государственном музее искусств Узбекистана. Ташкент, Проспект Амира Темура, 16 (октябрь 2017 — декабрь 2017).
- Персональная выставка «Neonomadi e Autoctoni» в выставочном зале Accademia delle Arti del Disegno di Firenze, Флоренция, Ricasoli 68 (март 2019 — апрель 2019).[7]
- Персональная выставка «Visionary realism» в музее San Salvatore in Lauro, Рим, Piazza San Salvatore in Lauro, 15 (сентябрь 2019 — январь 2020).
- Персональная выставка «Предварительные итоги» в Галерее современного искусства ГМИИ РТ. Казань, Карла Маркса 57 (август 2021 — ноябрь 2021).
- Персональная выставка «Вооружённый зреньем» в Государственном музее архитектуры им. Щусева, флигель «Руина». Москва, Воздвиженка 5/25 (декабрь 2021— февраль 2022).
- Персональная выставка «Пути веры. Искусство Андрея Есионова в семи церквях Рима». Впервые картины одновременно представлены в семи исторических церквях Рима: Пантеон/Санта-Мария-ад-Мартирес, Иль-Джезу, Сан-Марко, Сант-Андреа-делла-Валле, Сан-Лоренцо-ин-Лучина, Санти-Винченцо-э-Анастасио, Санта-Мария-ин-Кампителли (май — октябрь 2022).
- Персональная выставка «Портрет художника...» в залах Российской академии художеств. Москва, Пречистенка 21 (ноябрь - декабрь 2023)
- Персональная выставка «Strangers» в Галерее «Bevilacqua la Masa» (Венеция, Площадь Сан-Марко, 71/C) (сентябрь 2024 — январь 2025)

## Награды
- Золотая медаль Российской академии художеств (2012)[8];
- Серебряная медаль Творческого Союза художников России;
- Победитель Шестого Московского Международного фестиваля искусств «Традиции и современность» в направлении Живопись (2012 г.)[9];
- Почетная грамота Министерства культуры Российской Федерации;
- Медаль «Шувалов» РАХ (2016)[10].
- Медаль ордена «За заслуги перед Отечеством» II степени (2019 г.) — За большой вклад в развитие отечественной культуры и искусства, средств массовой информации, многолетнюю плодотворную деятельность.[11]
- Медаль имени Т.Т. Салахова (2023)